# Нура (Енбекшиказахский район)
Нура́ (каз. Нұра) — село в Енбекшиказахском районе Алматинской области Казахстана. Административный центр Нуринского сельского округа. Находится примерно в 84 км к востоку от центра города Есик. Код КАТО — 194069100.

## Население
В 1999 году население села составляло 3079 человек (1585 мужчин и 1494 женщины). По данным переписи 2009 года, в селе проживали 4102 человека (2075 мужчин и 2027 женщин).

## Топографические карты
- Лист карты K-44-13 Чилик. Масштаб: 1 : 100 000. Состояние местности на 1979 год. Издание 1984 г.